# Ayumu Hirano
Ayumu Hirano (født 29. november 1998) er en japansk snowboarder og skateboarder. Han er forsvarende olympisk mester i Snowboard Halfpipe. 

## Karriere
Han har deltaget ved Vinter-OL tre gange, og har vundet tre olympiske medaljer - guld i Halfpipe i 2022 og sølv i Halfpipe i 2014 og 2018.
Han har desuden deltaget ved Sommer-OL 2020, hvor han konkurrerede i Skateboard Park. Han endte på en 14. plads.
Ved X Games Aspen 2022 vandt Hirano en sølvmedalje i Superpipe (en konkurrence, hvor Scotty James vandt guld). Hiranos X Games-medaljetotal er dermed på fire; to guldmedaljer og to sølvmedaljer. 

## Privat
Ayumus lillebror, Kaishu Hirano, er ligeledes professionel snowboarder.